# Epinephelus trophis
Epinephelus trophis, tên thường gọi là Plump grouper, là một loài cá biển thuộc chi Epinephelus trong họ Cá mú. Loài này được mô tả lần đầu tiên vào năm 1987.

## Phân bố và môi trường sống
E. trophis có phạm vi phân bố giới hạn ở Tây Thái Bình Dương. Loài này chỉ được tìm thấy ở một vị trí duy nhất, bãi cạn Dillon ở biển Timor, ngoài khơi tây bắc nước Úc. Hai mẫu vật của loài này đã được thu thập ở vùng biển xung quanh một giàn khoan dầu ở độ sâu khoảng 142 m.

## Mô tả
Hai mẫu vật của E. trophis có chiều dài cơ thể đo được là 12,5 cm và 10,5 cm. Thân thuôn dài, hình bầu dục. Màu sắc khi mẫu vật còn sống chỉ được ghi nhận vỏn vẹn là màu xám than chì. Màu sắc của cả hai mẫu vật khi được ngâm rượu bảo quản là màu nâu sẫm, hơi sáng hơn ở vùng bụng. Vây bụng có màu đen; vây ngực trắng nhạt; các vây còn lại màu nâu sẫm như thân. Rìa ngoài của phần vây lưng mềm và vây hậu môn, cũng như rìa sau của vây đuôi màu trắng nhạt. Mẫu vật lớn hơn có dải nâu sẫm cận rìa.
Số gai ở vây lưng: 11; Số tia vây mềm ở vây lưng: 16 - 17; Số gai ở vây hậu môn: 3; Số tia vây mềm ở vây hậu môn: 8; Số gai ở vây bụng: 1; Số tia vây mềm ở vây bụng: 5; Số tia vây mềm ở vây ngực: 17 - 18; Số vảy đường bên: 67 - 69.